# 175203 Kingston
175203 Kingston este o planetă minoră (asteroid) din centura de asteroizi. A fost descoperită pe 31 martie 2005 la Jarnac Observatory⁠(d) de Jarnac Observatory⁠(d). 
Obiectul prezintă o orbită caracterizată de o semiaxă mare de 2,3787415124348 UAi, o excentricitate de 0,11431813373079, o înclinație de 5,9484298091177 ° în raport cu ecliptica.